# NEWS930α
NEWS930α（ニュースきゅーさんまるあるふぁー）は、2013年4月1日より2018年3月30日までテレビ神奈川（tvk）で放送されていた報道番組。それまで放送された「ニュース930」をリニューアルした。

## 概要
前番組に続き、月曜のみスポーツコーナーが存在する（それ以外の日は横浜DeNAベイスターズの試合を中心としたプロ野球速報が簡単に流れる程度）。

開始以来30分番組として放送していたが、2017年4月からは25分に縮小した。
2018年4月2日より枠そのままに「News Link」が同時間帯にスタートするため、番組は2018年3月30日をもって終了した。なお、後継番組の『News Link』では当番組の気象キャスターであるくぼてんきのみ続投される。

## 番組タイトルについて
- 番組ロゴはローマ字表記で「NEWS930α」となっているが、長らくtvkのウェブサイトやEPG等は表記を『tvkニュース930α』としていた。2016年頃から『ニュース930α』と表記されるようになる。

## オープニングCG
オープニングは、番組スタート時に流れる場合と1本のニュース映像を流した後に流れる場合がある。初代から3代目までは日本工学院の学生が制作に携わる。テーマ曲は後述。
- 初代(2013年4月 - 2013年9月)　番組ロゴが書かれた本が開き、主にみなとみらい地区にある建造物を再現したCGが飛び出す。(このオープニングは、映像と音声が連動しておらず、まれに映像が遅延した状態で放送されることがある)。
- 2代目(2013年10月 - 2014年3月28日)　パラボラアンテナの塔・横浜の代表的な建造物などが円盤の上で回転し、アンテナの塔に戻ってきたあと上空から番組ロゴをズームインする。　初代と同じく映像と音声が連動していない。
- 3代目(2014年3月31日 - 2015年4月3日） 機関車が発車し、夜の横浜の街並を走った後、上空の満月に番組ロゴが表示される。初代、2代目と同じく映像と音声が連動していない。
- 4代目(2015年4月6日 - 2017年3月31日）タイトルロゴが変更。横浜の建造物をイメージしたシルエットがズームアップし、その後ろから番組ロゴが現れる。CGの使用が従来より大幅に削減された。
- 5代目(2017年4月3日 - 2018年3月30日）タイトルロゴが三代目に変更[6]。県内各所の風景をバックに「N」「e」「w」「s」「9」「3」「0」のタイトルロゴの文字が1文字ずつフォーカスインされ、最後にみなとみらい地区を背景[7]にして「News930」のロゴが集まり、追加される形でαが表示され3代目の番組ロゴが形成される映像となっている。番組開始以来初めて実写映像を取り込んだものになった。

スタジオセットやテロップは番組開始当初から変更されることはなかった。

## 放送時間
（表記はすべて、JSTである。）
| 期間   | 期間   | 放送時間（JST）       |                       |
| ------ | ------ | --------------------- | --------------------- |
| 2013.4 | 2017.3 | 21:30 - 22:00（30分） | 21:30 - 22:00（30分） |
| 2017.4 | 2018.3 | 21:30 - 21:55（25分） | 21:30 - 21:55（25分） |

## 出演者
お天気キャスターを除き、全員tvkアナウンサー。

### メインキャスター
- 三崎幸恵（2013年4月 - 2018年3月）月-水曜[8]
- トーマスサリー（2013年4月 - 2014年12月、2017年4月 - 2018年3月）木・金曜[9]

### 月曜スポーツキャスター
- 根岸佑輔[10]
- 長澤彩子（2015年4月6日 - 2018年3月26日）

### お天気キャスター
- くぼてんき（2016年4月4日 - 2018年3月30日）

### 過去の出演者
- 佐藤亜樹[10]（2013年4月 - 2015年1月）月曜スポーツキャスター
- 伊藤りえ[10]（2013年4月 - 2015年4月3日）お天気キャスター
- 天川和菜子[11]（2015年4月6日 - 2016年4月1日）お天気キャスター

その他、特集コーナーのナレーションをtvkの各アナウンサーが担当する。

## 主なコーナー
月曜
- オープニング〜きょうのニュース
- スポーツニュース
- NEWS FLASH
- ウェザーニュース
- ニュース＆株式市況
- エンディング（900万分の1 -voice KANAGAWA-）[12]

火曜 - 金曜
- オープニング〜きょうのニュース
- 特集
- NEWS FLASH
- ウェザーニュース
- ベイスターズ情報
- ニュース＆株式市況
- エンディング（900万分の1 -voice KANAGAWA-）

## オープニングテーマ曲
- 「Grasshopper」/ NAOTO (2013年4月1日 - 2014年3月28日)
- 「Soul River_2010」/ ソノダバンド (2014年3月31日 - 2015年4月3日)
- 「Newdays」/ Schroeder-Headz (2015年4月6日 - 2017年3月31日)
- 「サン・セバスチャン」 / ハモニカクリームズ (2017年4月3日 - 2018年3月30日)[13]

## エンディング曲
- 「光芽吹くとき」[14]/Saigenji（2013年4月 - 2014年3月28日）
- 「この街から」/千尋（2014年3月31日 - 2015年4月3日）
- 「アイトウレイ/caravan（2015年4月6日 - 2016年4月1日）
- 「ただいま、おかえり」/羊毛とおはな（2016年4月4日 - 2017年3月31日）
- 「MAKER」/児玉奈央（2017年4月3日 - 2018年3月30日）

## 本番組が放送されない時の対応
- 夏期の高校野球期間中はシフト勤務アナ1人進行で定時ニュース形式で放送しており、この際は放送時間が21:30 - 21:40の10分短縮版（2017年度の場合）となる[15]。なおテーマ曲は通常では聞けないバージョンとなっているほか、年度によっては普段の第2スタジオではなくtvkスポットニュース用の第4スタジオを使うケースがある[16]。
- 祝祭日は21:50 - 22:00に代替編成の『tvkニュース』として放送されるため、本番組のOPなどは使われない。

## 特別番組

### tvk統一地方選挙スペシャル「選挙α2015」
- 2015年4月12日と26日に行われた第18回統一地方選挙の開票速報番組。
- 12日は19:55 - 20:30と22:00 - 24:00の2部構成、26日は22:00 - 24:00の単発。
- 司会には三崎幸恵のほか、当時本番組を降板していたトーマスサリーも出演した。